# Kispatak (Románia)
Kispatak (románul Valea Mică) falu Romániában Kovászna megyében.

## Fekvése
Sepsiszentgyörgytől 19 km-re délkeletre, Nagyborosnyótól 5 km-re délre a Kispatak völgyében fekszik.

## Története
A Megyeárka és Kőhídárka-patakok közti magaslaton találhatók Borzvára romjai. A vár újkőkorszaki és vaskori telepekre épült a kora középkorban, köveit a lakosság hordta el. 1992-ben is csak 27 magyar lakosa volt. A trianoni békeszerződésig Háromszék vármegye Sepsi járásához tartozott.